# Telega, Prahova
Telega este satul de reședință al comunei cu același nume din județul Prahova, Muntenia, România.
Așezarea este atestată documentar în anul 1354.
Din punct de vedere administrativ, în 1831 localitatea este un sat în plasa Filipești, iar din 1864 devine sat-reședință al comunei omonime, situat în plaiul Prahova (până în 1892), în plasa Prahova (1925), în plasa Câmpina (1930-1941), în raionul Câmpina (1950-1968), în județul Prahova.
Este un sat învecinat cu Câmpina, de o întindere nu prea mare, situat la o altitudine de 374 m, la nivelul dealurilor. Telega este înconjurată de o faună minunată a naturii, cu păduri, văi, dealuri și munți. Oamenii de aici trăiesc prin agricultură si creștere de animale. Unii cresc albine pentru miere, și alte animale pentru alte resurse, dar majoritatea se aprovizionează de la supermarketurile din Câmpina.